# Wojciech Mizia
Wojciech Mizia – poseł do Sejmu Krajowego Galicji VI kadencji (1889–1895), włościanin z Jeleśni.
Wybrany do Sejmu Krajowego z IV kurii okręgu wyborczego Żywiec.